# Henri Aymonod
Henri Aymonod, né le 15 février 1996 à Aoste, est un coureur de fond italien spécialisé en course en montagne et kilomètre vertical. Il a remporté la Coupe du monde de course en montagne 2021 et est triple champion d'Italie de kilomètre vertical.

## Biographie
Originaire de Verrayes, Henri pratique de nombreux sports durant sa jeunesse, tels que le ski de fond, la natation, la course en montagne ou encore le ski-alpinisme, afin de se mesurer à ses frères triplés André et Louis. Mais contrairement à ces derniers, Henri persévère dans sa carrière sportive et se spécialise en course en montagne. Lors de sa première année en catégorie junior, il décroche la médaille de bronze lors des championnats d'Italie de course en montagne à Pergine Valsugana.
Pratiquant également le ski-alpinisme en hiver, Henri se découvre un talent pour la discipline du kilomètre vertical. Après plusieurs podiums sur le kilomètre vertical Chiavenna-Lagùnc, il se révèle sur la scène internationale victoire lors du kilomètre vertical de Fully 2018. Face à une concurrence relevée, il parvient à signer le meilleur temps pour s'imposer, battant de près d'une minute son compatriote Manuel Da Col, champion italien de kilomètre vertical FISky 2017.
Il confirme son talent pour le kilomètre vertical en 2019. Le 3 août, il parvient à courir dans les talons de l'Érythréen Filimon Abraham lors du PizTri Vertical puis lance son attaque à 25 mètres de l'arrivée pour le doubler et remporter la victoire. Le 6 octobre, il parvient à battre les favoris Johan Bugge et Petro Mamu sur le kilomètre vertical Chiavenna-Lagùnc. Il conclut la saison en doublant la mise à Fully, battant à nouveau Manuel Da Col.
Le 1er août 2020, il parvient à battre Davide Magnini et Zak Hanna pour remporter sa deuxième victoire au PizTri Vertical. Annoncé comme favori au Vertical Nasego, il assume son rôle et double Zak Hanna après un duel serré pour s'offrir la victoire. Fort de ses succès, il se présente comme grand favori aux championnats d'Italie de kilomètre vertical tenus à Chiavenna-Lagùnc. Il se voit cependant menacer par le surprenant Tiziano Moia mais fait étalage de son talent pour franchir la ligne d'arrivée avec deux secondes d'avance pour remporter son premier titre national.
Le 26 juin 2021, il se rend à Zakopane avec plusieurs de ses compatriotes pour participer à la première manche de la Coupe du monde de course en montagne, la Tatra Race Run. Mené par les coureurs locaux Marcin Kubica et Piotr Łobodziński, Henri effectue une solide course pour terminer troisième. Le 17 juillet, il fait à nouveau partie d'un contingent italien présent en force sur la montée du Nid d'Aigle, manche de la Coupe du monde de course en montagne. Tandis que ses compatriotes Xavier Chevrier et Francesco Puppi mènent la course en tête, Henri se retrouve à la lutte pour la cinquième place avec le Kényan Eric Muthomi. Dans un duel serré, les deux hommes parviennent à doubler les Français Julien Rancon et Alexandre Fine et Henri prend le meilleur pour terminer sur la troisième marche du podium 100 % italien. Le 31 juillet, il défend avec succès son titre de champion d'Italie de kilomètre vertical en remportant une lutte serrée à trois avec Tiziano Moia et Andrea Rostan. Le 29 août, il effectue une excellente course lors du Mémorial Partigiani Stellina. Prenant les devants dès le départ, il tente de semer le favori Petro Mamu. Parvenant à creuser l'écart en tête, il voit ce dernier revenir sur lui en fin de course mais parvient à s'imposer pour quinze secondes. Le 4 septembre, il s'élance comme grand favori sur le Vertical Nasego et assume son rôle en remportant la victoire haut la main. Il conclut sa saison en Coupe du monde de course en montagne en dominant la finale au kilomètre vertical Chiavenna-Lagùnc. Il décroche sa troisième victoire d'affilée sur l'épreuve et remporte à la fois le classement Vertical de la Coupe du monde ainsi que le classement général grâce à une solide saison marquées par des podiums dans les trois catégories.

## Palmarès
| no  | masculin           | Course                              | Longueur | Départ            | Temps           |
| --- | ------------------ | ----------------------------------- | -------- | ----------------- | --------------- |
| 2e  | Médaille d'argent  | Kilomètre vertical Chiavenna-Lagùnc | 3,3 km   | 8 octobre 2017    | 33 min 17 s     |
| 3e  | Médaille de bronze | Kilomètre vertical Chiavenna-Lagùnc | 3,3 km   | 7 octobre 2018    | 32 min 15 s     |
| 1re | Médaille d'or      | Kilomètre vertical de Fully         | 1,92 km  | 20 octobre 2018   | 30 min 48 s     |
| 3e  | Médaille de bronze | Broken Arrow Skyrace                | 26 km    | 23 juin 2019      | 2 h 8 min 3 s   |
| 1re | Médaille d'or      | PizTri Vertical                     | 3,52 km  | 3 août 2019       | 34 min 50 s     |
| 1re | Médaille d'or      | Kilomètre vertical Chiavenna-Lagùnc | 3,3 km   | 6 octobre 2019    | 32 min 14 s     |
| 1re | Médaille d'or      | Kilomètre vertical de Fully         | 1,92 km  | 19 octobre 2019   | 31 min 36 s     |
| 1re | Médaille d'or      | PizTri Vertical                     | 3,52 km  | 1er août 2020     | 34 min 10 s     |
| 1re | Médaille d'or      | Vertical Nasego                     | 4,2 km   | 3 octobre 2020    | 35 min 47 s     |
| 1re | Médaille d'or      | Kilomètre vertical Chiavenna-Lagùnc | 3,3 km   | 11 octobre 2020   | 32 min 31 s     |
| 3e  | Médaille de bronze | Tatra Race Run                      | 24,2 km  | 27 juin 2021      | 2 h 21 min 40 s |
| 3e  | Médaille de bronze | Montée du Nid d'Aigle               | 19,5 km  | 17 juillet 2021   | 1 h 46 min 44 s |
| 1re | Médaille d'or      | PizTri Vertical                     | 3,52 km  | 31 juillet 2021   | 34 min 27 s     |
| 1re | Médaille d'or      | Mémorial Partigiani Stellina        | 14,4 km  | 29 août 2021      | 1 h 19 min 32 s |
| 1re | Médaille d'or      | Kilomètre vertical Chiavenna-Lagùnc | 3,3 km   | 10 octobre 2021   | 31 min 41 s     |
| 3e  | Médaille de bronze | PizTri Vertical                     | 3,52 km  | 6 août 2022       | 34 min 38 s     |
| 2e  | Médaille d'argent  | Montée du Skåla                     | 8,2 km   | 13 août 2022      | 1 h 11 min 25 s |
| 2e  | Médaille d'argent  | Mémorial Partigiani Stellina        | 14,4 km  | 28 août 2022      | 1 h 21 min 3 s  |
| 3e  | Médaille de bronze | Kilomètre vertical Chiavenna-Lagùnc | 3,3 km   | 8 octobre 2022    | 32 min 29 s     |
| 1re | Médaille d'or      | Kilomètre vertical de Fully         | 1,92 km  | 22 octobre 2022   | 31 min 1 s      |
| 3e  | Médaille de bronze | KV El Gigante                       | 5,5 km   | 22 février 2023   | 40 min 47 s     |
| 3e  | Médaille de bronze | Broken Arrow Vertical Kilometer     | 4,8 km   | 16 juin 2023      | 41 min 29 s     |
| 3e  | Médaille de bronze | Primiero Dolomiti Trail             | 10,2 km  | 30 septembre 2023 | 43 min 58 s     |
| 1re | Médaille d'or      | Kilomètre vertical Chiavenna-Lagùnc | 3,3 km   | 7 octobre 2023    | 31 min 34 s     |
| 2e  | Médaille d'argent  | Kilomètre vertical de Fully         | 1,92 km  | 21 octobre 2023   | 31 min 30 s     |
| 1re | Médaille d'or      | KV El Gigante                       | 5,5 km   | 21 février 2024   | 39 min 19 s     |
| 3e  | Médaille de bronze | Piz Tri Vertical                    | 3,5 km   | 3 août 2024       | 33 min 43 s     |
| 3e  | Médaille de bronze | Vertical Nasego                     | 4,2 km   | 31 août 2024      | 35 min 20 s     |
| 2e  | Médaille d'argent  | Kilomètre vertical Chiavenna-Lagùnc | 3,3 km   | 12 octobre 2024   | 31 min 15 s     |
| 1re | Médaille d'or      | Kilomètre vertical de Fully         | 1,92 km  | 19 octobre 2024   | 29 min 56 s     |
| 1re | Médaille d'or      | KV El Gigante                       | 5,5 km   | 19 février 2025   | 39 min 22 s     |
| 3e  | Médaille de bronze | Zmeu X-Fest Classic Mountain        | 19,6 km  | 3 mai 2025        | 1 h 49 min 15 s |

## Records
| Épreuve       | Performance    | Date              | Lieu               |
| ------------- | -------------- | ----------------- | ------------------ |
| Semi-marathon | 1 h 9 min 33 s | 23 septembre 2018 | Darfo Boario Terme |